# Vienna Open 1984
Il Vienna Open 1984, noto anche come Fischer Grand Prix per motivi di sponsorizzazione, è stato un torneo di tennis giocato sul sintetico indoor della Wiener Stadthalle a Vienna, in Austria. È stata la 10ª edizione del torneo, faceva parte del Volvo Grand Prix 1984 e si è giocato dal 22 al 29 ottobre 1984.

## Campioni

### Singolare maschile
Tim Wilkison ha battuto in finale  Pavel Složil con il punteggio di 6–1, 6–1, 6–2

### Doppio maschile
Wojciech Fibak /  Sandy Mayer hanno battuto in finale  Heinz Günthardt /  Balázs Taróczy con il punteggio di 6–4, 6–4